# Marjan Moškon
Marjan Moškon se je rodil kot nezakonski sin šivilji Slavici Moškon v Novem mestu, in očetu Ivanu Grškoviću, ki je bil takrat sreski načelnik v Novem mestu, V Novem mestu je obiskoval osnovno šolo in leta 1954 maturiral na Gimnaziji Novo mesto. Po maturi se je vpisal na študij elektrotehnike v Ljubljani in se po končanem študiju leta 1961 za dve leti zaposlil kot kamerman na Televiziji Ljubljana. Po vrnitvi v Novo mesto leta 1964 je postal prvi dopisnik televizije za Dolenjsko in se zaposlil kot novinar na Dolenjskem listu. Delo novinarja je opravljal še dolgo po upokojitvi, čeprav je bil od leta 1973 tehnični urednik pri Dolenjskem listu, od leta 1976 vodja Grafike Novo mesto, ter od leta 1989 ustanovitelj, vodja in odgovorni urednik Televizije Novo mesto (Vaš kanal), vse do upokojitve leta 2002.

## Dejavnosti
- Ustanovni  član, Družina Gorjanskih tabornikov (1951)
- Predsednik društva, Aeroklub Novo mesto (1969 - 1983)
- Pobudnik in soorganizator, Dirke na Gorjancih (1969 - 1972)
- Ustanovni  član, Klub za podvodne aktivnosti (1973)
- pobudnik gradnje kablskega omrežja v Novem mestu, 1986
- Član folklornega društva Kres (1988)
- Ustanovni član, Društvo Novo mesto (1993 – 2021)
- Predsednik, Združenje Lokalnih in regionalnih televizij Slovenije (1993 - 2004)
- svetnik Sveta Mestne občine Novo mesto (2002-2006)
- Podpredsednik, Združenje Lokalnih in regionalnih televizij Evrope (2016)
- Klub IMV
- ljubiteljski zgodovinar na področju porekla Slovencev

## Filmografija
- Vojna za Slovenijo na Dolenjskem (po gradivu informativnega programa Televizije Novo mesto o desetdnevni vojni 1991)
- Jamboree 1995 [2]
- Jože Marinč, portret akademskega slikarja, TV Novo mesto, 1996
- Janko Orač, portret akademskega slikarja, TV Novo mesto, 1999
- Povest o velikanu, Senca studio, 2007

## Izobrazba
- Gimnazija Novo mesto (1945 - 1954)
- Fakulteta za elektrotehniko Ljubljana, diplomirani inženir elektrotehnike (1954 - 1963)
- Višja Grafična šola Zagreb, inženir grafične tehnologije (1979 - 1983)

## Priznanja
- medalja dela (1967)

- Orden Republike z bronastim vencem (1987)

- Priznanje OF za delo v Socialistični zvezi Slovenije
- Priznanje Republiškega odbora Ljudske tehnike za delo na področju tehničnega usposabljanja
- Taborniška odlikovanja: srebrni znak, zlati znak, znak Tabornik-partizan, zlati znak ob 30-letnici Zveze tabornikov Slovenije
- Plaketa Letalske zveze Slovenije za delo pri reviji Krila
- Srebrni C jadralnega pilota
- Častni znak Avtomoto zveze Slovenije,
- Priznanje Avtomoto društva Novo mesto ob šestdesetletnici delovanja,
- Zlati znak Avtomoto zveze Slovenije ob 25-letnici delovanja
- Srebrna plaketa Zveze novinarjev Jugoslavije za 25 dela v časnikarstvu
- Zlato jubilejno Maroltovo značko za 20 let dela pri obujanju in negovanju slovenskega ljudskega izročila (2008)
- posebno priznanje za ustanovitev televizijskega programa Vaš kanal (2010)
- priznanje za dolgoletno delo v ljubiteljski kulturi (2011)

- Častni občan, Občina Novo mesto (2012)